# Oenoptila transmigrata
Oenoptila transmigrata är en fjärilsart som beskrevs av Dyar 1914. Oenoptila transmigrata ingår i släktet Oenoptila och familjen mätare. Inga underarter finns listade i Catalogue of Life.